# メギスティアス
メギスティアス（古希: Μεγιστίας, Megistias）は、古代ギリシアの人物である。アカルナニア地方出身の予言者であり、ギリシア神話において予言者として名高いアルゴス王メラムプスの子孫と伝えられている。
歴史家ヘロドトスが語るところによると、ペルシア戦争中のテルモピュライの戦いで、議性獣の臓腑占いによりギリシア連合軍の全滅を予言した。この予言を受けてスパルタ王レオニダス1世は協議の末に連合軍を解散し、兵をそれぞれの国に帰したが、レオニダスのみは一部の兵とともにこの地に踏みとどまって戦った。その際にレオニダスはメギスティアスにも帰国を勧めたが、メギスティアスは従軍していた息子を帰らせ、自らは死の運命を知りながら残ってともに戦い、戦死したという。ヘロドトスはメギスティアスの墓碑銘を交流のあった抒情詩人のシモニデスが作ったと述べている。